# Lijst van grote Colombiaanse steden
Hieronder een lijst van de 20 grootste Colombiaanse steden.

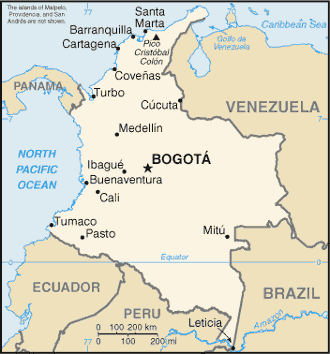
Colombia

| #  | Stad              | Bevolking | Department         |
| -- | ----------------- | --------- | ------------------ |
| 1  | Bogotá            | 6.840.116 | Distrito Capital   |
| 2  | Medellín          | 2.214.494 | Antioquia          |
| 3  | Cali              | 2.119.908 | Valle del Cauca    |
| 4  | Barranquilla      | 1.146.359 | Atlántico          |
| 5  | Cartagena         | 892.545   | Bolívar            |
| 6  | Cúcuta            | 587.676   | Norte de Santander |
| 7  | Bucaramanga       | 516.512   | Santander          |
| 8  | Ibagué            | 498.401   | Tolima             |
| 9  | Soledad           | 461.851   | Atlántico          |
| 10 | Pereira           | 443.554   | Risaralda          |
| 11 | Santa Marta       | 415.270   | Magdalena          |
| 12 | Soacha            | 402.007   | Cundinamarca       |
| 13 | San Juan de Pasto | 382.618   | Nariño             |
| 14 | Montería          | 381.525   | Córdoba            |
| 15 | Villavicencio     | 380.222   | Meta               |
| 16 | Manizales         | 379.972   | Caldas             |
| 17 | Bello             | 371.973   | Antioquia          |
| 18 | Valledupar        | 354.180   | Cesar              |
| 19 | Neiva             | 352.859   | Huila              |
| 20 | Buenaventura      | 351.454   | Valle del Cauca    |